# Stade communal de Mogliano Veneto
Le stade communal de Mogliano Veneto (en italien : Stadio comunale di Mogliano Veneto), également connu sous le nom de stade Arles-Panisi (en italien : Stadio Arles Panisi), est un stade omnisports italien situé dans la ville de Mogliano Veneto, en Vénétie. Il est principalement destiné à la pratique du football et du rugby à XV.
Le stade, doté de 2 300 places et inauguré en 1986, sert d'enceinte à domicile à l'équipe de football du Football Club Union Pro.

## Histoire
Durant la rénovation du stade Maurizio-Quaggia au début des années 2000, l'équipe de rugby à XV du Mogliano Rugby SSD évolue au stade de Mogliano Veneto.
En 2014, le stade change de nom pour désormais s'appeler stade Arles-Panisi en hommage au footballeur Arles Panisi, joueur des années 1960 issu de la région.
Entre 2015 et 2017, le stade sert de terrain pour les matchs à domicile de l'Associazione Calcio Mestre.

## Événements
- 1988 : Championnats d'Europe d'athlétisme des clubs